# Mervyn Jocelyn
Mervyn Jocelyn (sinh ngày 21 tháng 8 năm 1991) là một cầu thủ bóng đá người Mauritius thi đấu cho Pamplemousses ở vị trí hậu vệ.

## Sự nghiệp
Anh từng thi đấu bóng đá cho Pamplemousses.
Anh ra mắt quốc tế cho Mauritius năm 2017.